# Bulgari
Bulgari es una marca italiana de joyas y artículos de lujo (joyería, relojería, perfumería, marroquinería y hostelería), perteneciente al conglomerado LVMH. Iniciada en 1884 en Roma, Italia, la empresa ganó prestigio como joyería, aunque su gama de productos ha crecido con el tiempo hasta abarcar relojes, bolsos, fragancias, accesorios y hoteles. Su expansión a nivel mundial es cada vez mayor.

## Origen del nombre
El nombre es escrito a menudo Bvlgari como en el alfabeto latino clásico (donde V = U) y tiene su origen en el apellido del fundador griego de la empresa, Sotirios Voulgaris (en griego: Σωτήριος Βούλγαρης, pronunciado [soˈtirjos ˈvulɣaris], en italiano: Sotirio Bulgari, 1857–1932).

## Historia

### Los orígenes: Sotirios Voulgaris

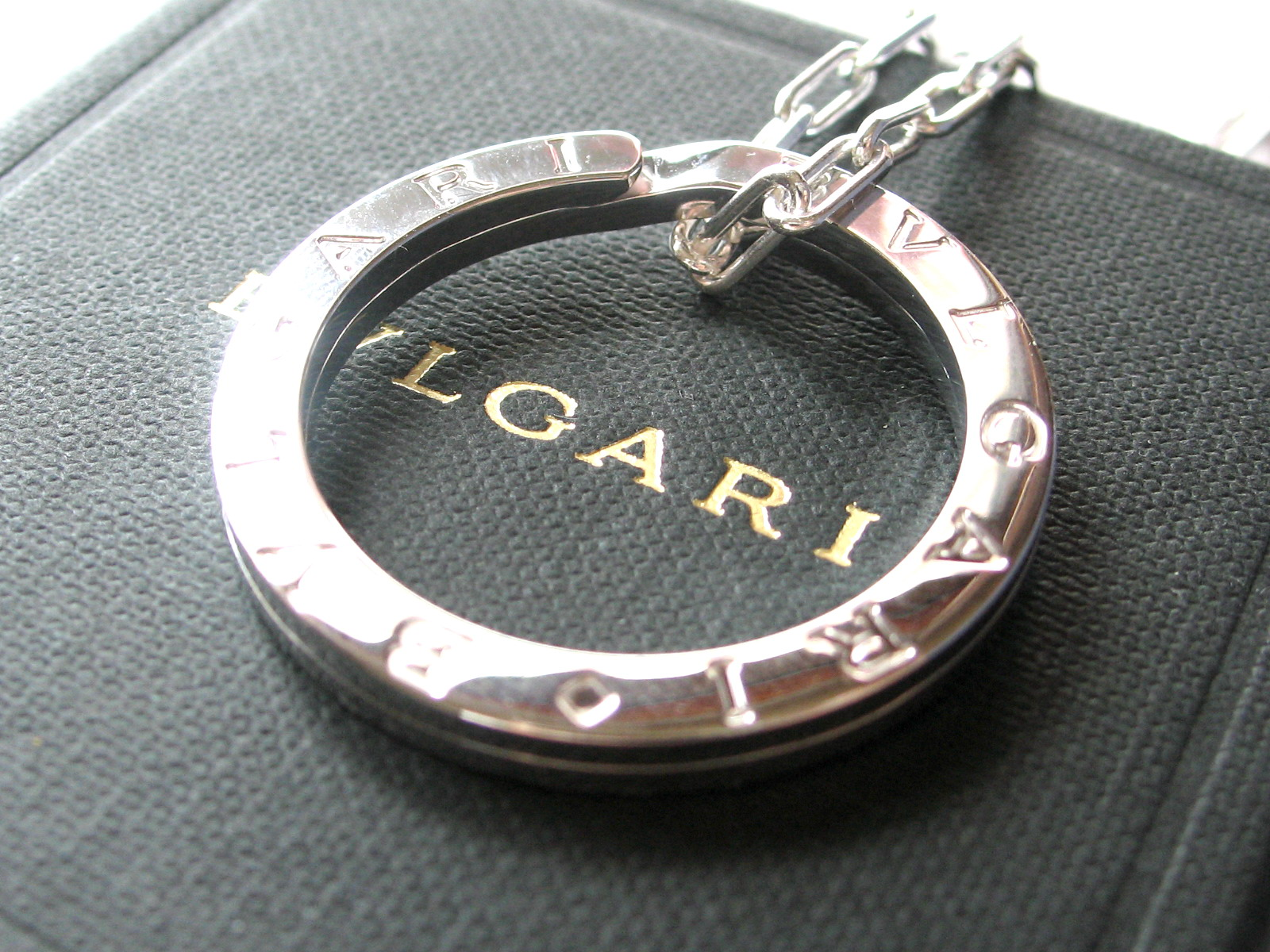
Detalle de un collar Bulgari.

Sotirios Boulgaris (Sotirio Bulgari, Σωτήριος Βούλγαρης) comenzó su carrera como joyero en su aldea natal, Paramythia (Epiro, Grecia), donde su primera tienda aún existe. En 1877, se mudó a la isla Corfú y luego a la ciudad italiana de Nápoles. Cuatro años después, se fue a vivir a Roma, donde en 1884 fundó su empresa e inauguró su segunda tienda en la calle Sistina.
La que se convirtió en la tienda más representativa de Bulgari —en la Via Condotti—, fue abierta en 1905 con la ayuda de sus hijos, Constantino (1889-1973) y Giorgio (1890-1966). El almacén pronto se convirtió en el lugar donde ricos y famosos llegaban para adquirir joyas únicas y de alta calidad, cuyos diseños combinaban el arte de Grecia y Roma. La tienda se llama “Old Curiosity Shop” con el objetivo de atraer a la clientela anglosajona procedente de Estados Unidos o Gran Bretaña. Será después de 1910 cuando empiece a especializarse en joyería, con creaciones inspiradas en la escuela parisina o americana.
En 1932 sus hijos asumen el mando de la empresa. Sotirios muere en 1934. Ese mismo año, amplían la tienda de Via Condotti. Es inaugurada el 9 de abril de 1934.

### Los años 40: la Segunda Guerra Mundial
Durante la Segunda Guerra Mundial, Constantino Bulgari y su esposa, Laura Bulgari, albergaron a tres mujeres judías en su propia casa en Roma. Eran extrañas para ellos, pero los Bulgari las acogieron indignados por la redada del gueto romano en octubre de 1943. Debido a su generosa acción, el 31 de diciembre de 2003 fueron honrados con el título de Justos entre las Naciones en Yad Vashem, Jerusalén.

### Los años 50-60: La dolce vita
Con la instalación de los estudios de Cinecittà en Roma, la tienda romana ve desfilar a personalidades del Séptimo Arte: Elizabeth Taylor, Marlene Dietrich, Clark Gable, Gary Cooper, Audrey Hepburn, Sophia Loren, Romy Schneider o Gina Lollobrigida.

### Los años 70-00: la expansión internacional y la diversificación de la actividad de Bulgari
Bulgari inauguró sus primeras instalaciones internacionales en Nueva York, París, Ginebra y Monte Carlo en la década de 1970. Durante varios años, la compañía mantuvo un salón de exposiciones en el lujoso hotel The Pierre en Nueva York. Al pasar el tiempo, los almacenes de Bulgari han aumentado hasta 230 en todo el mundo.

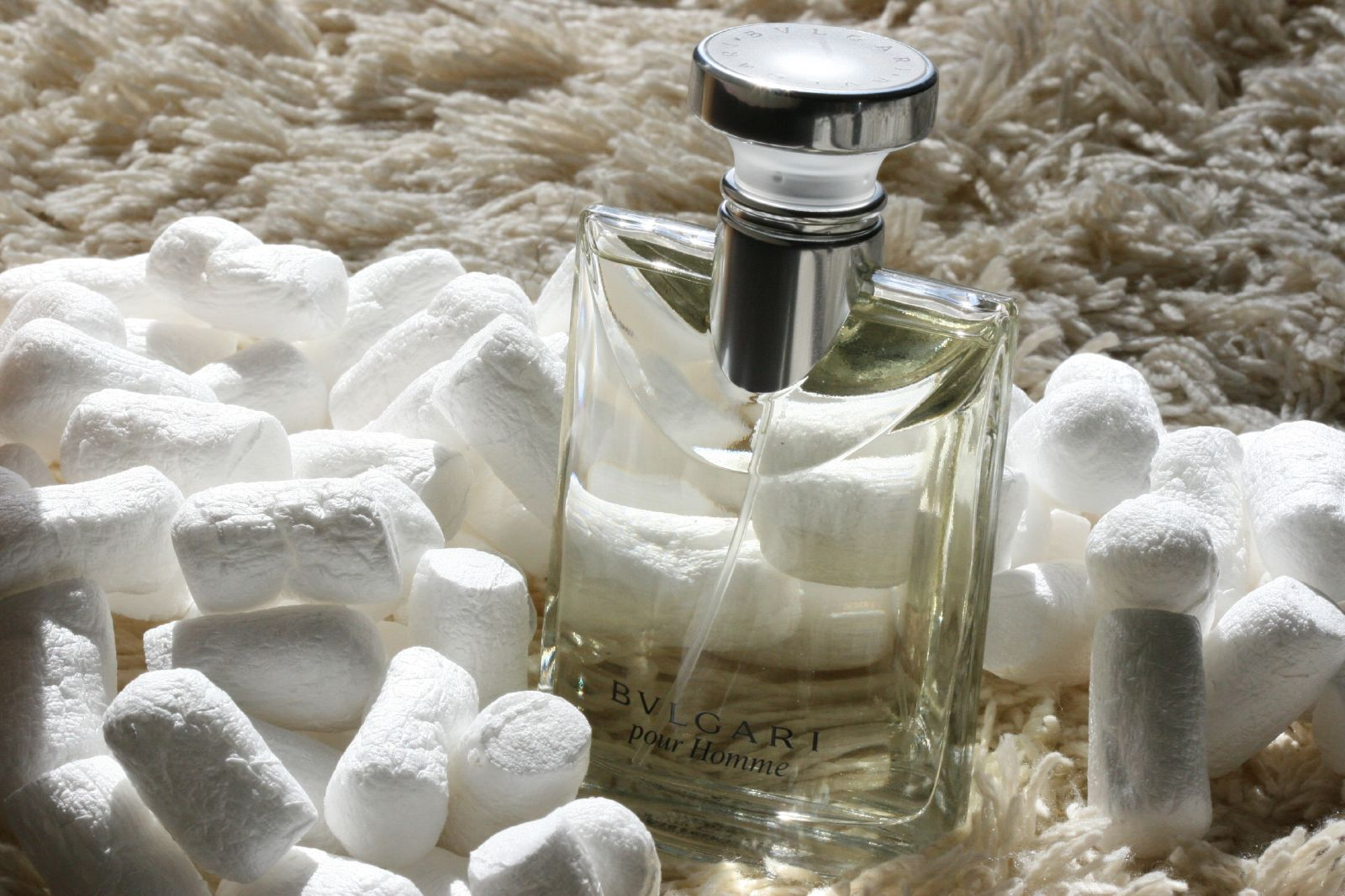
El perfume masculino Bulgari pour Homme.

En 1984, los nietos de Sotirios, Paolo y Nicola Bulgari, fueron nombrados presidente y vicepresidente de la empresa, mientras que su sobrino, Francesco Trapani, fue designado gerente. La tarea de Trapani de diversificar la compañía empezó a comienzos de los años 1990, con el lanzamiento de la línea de perfumes Bulgari. Durante su mandato, le empresa se convirtió en una marca de artículos de lujo reconocida en todo el mundo.
En 1995, Bulgari cotizó en la Bolsa de Italia. La compañía ha visto crecer sus ingresos en un 150% entre 1997 y 2003, e inversionistas externos han llegado a poseer casi el 45% de sus acciones.
A comienzos de 2001, la empresa hotelera Marriott International se unió a Bulgari para formar una nueva cadena de hoteles, Bulgari Hotels & Resorts. El Grupo Luxury, de la división Luxury de Marriott, opera los hoteles y resorts Bulgari, así como la compañía Ritz-Carlton. Su primer hotel fue abierto en Milán en 2004 y el segundo en Bali en 2006. En 2011, Bulgari Bali fue elegido por los lectores de la revista Smart Travel Asia Magazine en el segundo puesto de la clasificación de los mejores alojamientos en Asia.

### Los años 2010: la adquisición de Bulgari por LVMH
El 7 de marzo de 2011, el grupo LVMH anuncia la adquisición del 51% del capital del grupo y su intención de realizar una Oferta pública de adquisición amistosa. Ese mismo día, la acción sube casi un 60% en la bolsa de Milán. La participación de LVMH asciende finalmente al 98,09% en septiembre de ese mismo año. En febrero de 2012, la familia Bulgari vende participaciones de LVMH por 236,7 millones de euros.
El antiguo director de Bulgari integra el polo “relojes y joyería” del grupo, mientras que el antiguo director de Fendi, procedente del polo “Moda y marroquinería”, asume la dirección de la joyería italiana.
LVMH, propietario de 3.700 millones de euros en total finalmente, apoya el desarrollo de la marca: aumenta las inversiones publicitarias, crea una central de compras para todas las marcas de joyería del grupo, y anuncia su voluntad de instalar la marca italiana en la plaza Vendôme de París en 2015, en sustitución del joyero Buccellati.
En 2012, Bulgari cuenta con 180 puntos de venta propios en el mundo: el desarrollo internacional se acelera, así como la compra de franquicias de la marca.

## Evolución de los Diseños
Las joyas diseñadas a principios de los años 20-30 se enmarcan en un estilo art déco con formas depuradas y una estilización geométrica, siempre combinadas con la utilización del platino. Los años 30 están marcados por creaciones más imponentes con motivos de diamantes de tallas variables combinadas con una piedra de color: zafiro, esmeralda o rubí. Algunas piezas eran “convertibles” y podían llevarse como collar y como pulsera, al igual que los broches, que podían transformarse en colgantes.

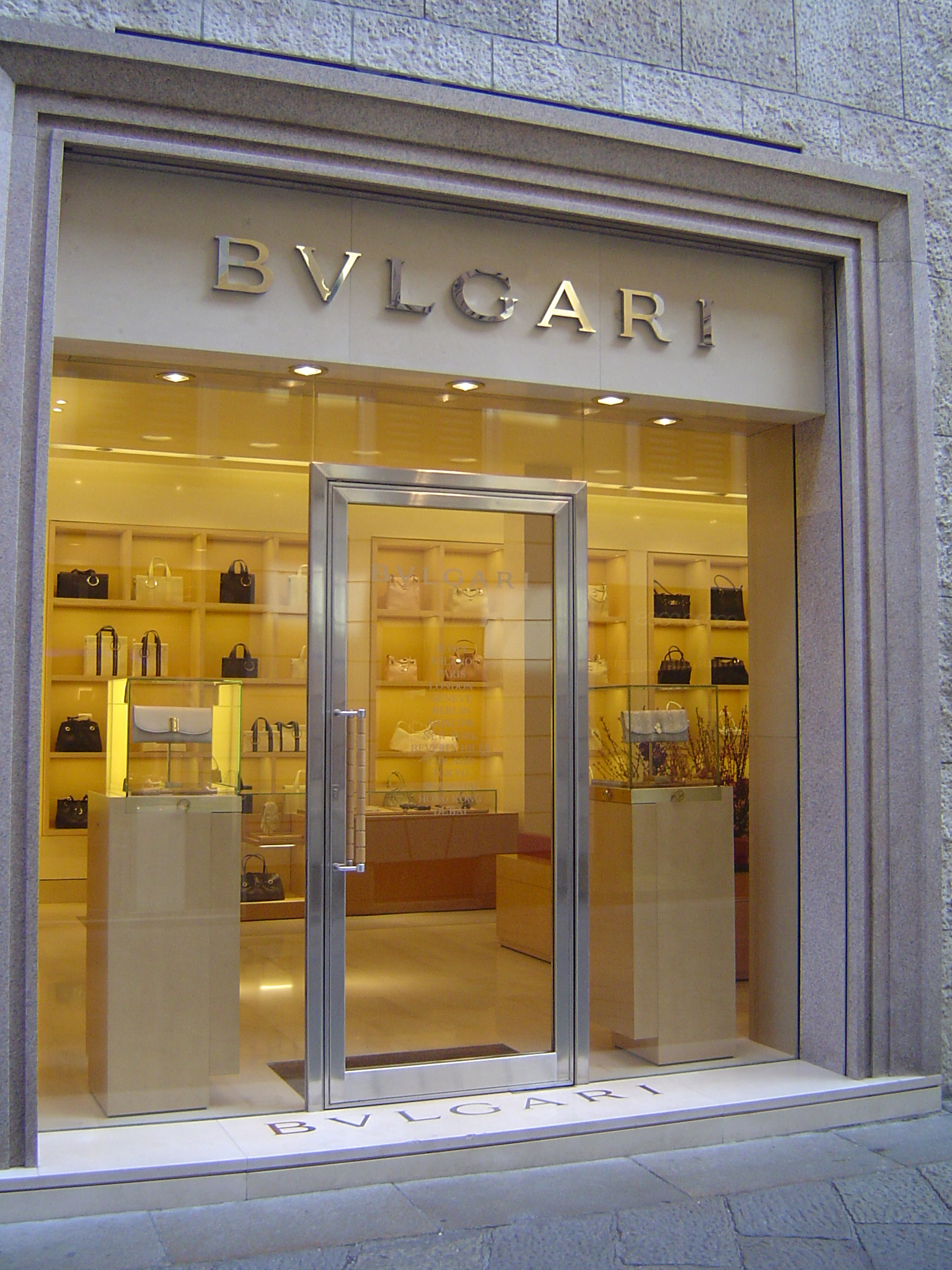
Una tienda Bulgari en Milán, Italia.

Obligada por las circunstancias de la Segunda Guerra Mundial, la casa Bulgari cambia el platino engastado con diamantes por el oro con una menor cantidad de piedras. El diseño se aligera y la inspiración se vuelve natural. Bulgari se aleja así de las estrictas reglas de la escuela francesa y crea un estilo único inspirado en el clasicismo grecorromano, el renacimiento italiano y la escuela romana de orfebrería del siglo XIX.
El boom económico de la posguerra permitió volver a las creaciones de metal blanco engastado con piedras preciosas y, sobre todo, diamantes. A finales de los años 50, Bulgari prefiere al diseño sofisticado unas formas más suaves. De hecho, se generaliza la utilización de cabujones de gran tamaño, que se convierten en su marca de fábrica. El estilo Bulgari se afirma también con sus formas de oro estructuradas, simétricas y compactas y el resultado colorista de sus múltiples combinaciones de piedras preciosas.
Las creaciones de los años setenta se distinguen por su diversidad. Se inspiran en los fuegos artificiales, el arte oriental con la utilización de motivos de serpientes, o incluso en el Pop Art con la colección “Stars and Stripes” aplaudida por Andy Warhol. En esta época, el oro amarillo es uno de los materiales privilegiados y la utilización de elementos ovalados engastados con cabujones rodeados de oro y diamantes se convierte en la marca de fábrica de Bulgari, así como la gruesa cadena de oro.
Los años ochenta se caracterizan por los volúmenes, los colores vivos, las formas sencillas y los motivos decorativos estilizados. En los años noventa, continúa la utilización del oro amarillo pero el estilo Bulgari es menos estructurado.

## Relojes de pulsera
La subsidiaria suiza de la empresa, Bulgari Time S.A., es la responsable de la producción de relojes Bulgari. Fue fundada en 1980, sus instalaciones principales se encuentran en la ciudad de Neuchâtel y en ellas trabajan cerca de 500 personas.
Los relojes representan aproximadamente el 20% de la facturación total de la empresa. Bulgari ha desarrollado sus propios calibres y piezas, incluyendo mecanismos muy complicados y calibres básicos. La colección de relojes Bulgari cuenta con las siguientes líneas: Bulgari-Bulgari, Assioma, Rettangolo, Ergon y Diagono.
Durante la exhibición de relojes y joyas BaselWorld 2006, Bulgari presentó el modelo Assioma Multi Complication, que está equipado con un tourbillon, un calendario perpetuo y una segunda zona horaria.

## Tiendas

### América del Norte
Las boutiques de Norteamérica se encuentran en Beverly Hills, Bal Harbour, Boston, Chevy Chase, Chicago, Costa Mesa, Dallas, Honolulu, Houston, Nueva York, Las Vegas, Orlando, Palm Beach, San Francisco, Waikiki. Scottsdale, Arizona y en la Ciudad de México.

### América del Sur
Las tiendas Bulgari sudamericanas, así como sus distribuidores, se encuentran en Lima, Bogotá, São Paulo, Isla Margarita y Quito.